# C. Gordon Bell
C. Gordon Bell (Kirksville, 19 de agosto de 1934-Coronado, 17 de mayo de 2024) fue un ingeniero informático y gerente estadounidense, antiguo empleado de Digital Equipment Corporation (DEC) que diseñó varias máquinas de la serie Programmed Data Processor (PDP), para más tarde ascender al puesto de Vicepresidente de Ingeniería, desde donde supervisaría el desarrollo de VAX.

## Biografía
Nació en Kirksville (Misuri, EE. UU.), estudió una licenciatura de ciencias (1956) y un máster en ingeniería eléctrica en el MIT en 1957. Después recibió una beca del Programa Fulbright para Australia, trabajó en el Laboratorio de Computación de la Voz del MIT bajo las órdenes del Profesor Ken Stevens, donde escribió su primet programa de Análisis por Síntesis. Los fundadores de DEC Ken Olsen y Harlan Anderson le reclutaron para su empresa en 1960, donde diseñó el subsistema de E/S del PDP-1, incluyendo la primera UART y fue el arquitecto del PDP-4 y del PDP-6. Otras contribuciones a la arquitectura fueron el PDP-5 y el PDP-11 Unibus y la arquitectura general de registros.
Después de DEC, Bell fue a la Universidad Carnegie Mellon en 1966 a enseñar ciencias de la computación, pero volvió a DEC en 1972 como vicepresidente de ingeniería donde estuvo a cargo del VAX, el ordenador de DEC más exitoso.
Bell se retiró de DEC en 1983 como consecuencia de un infarto de miocardio, pero poco después fundó Encore Computer, que utilizó una de las primeras memorias compartidas, nultiples microprocesadores para utilizar una estructura de caché. En los 80 se implicó en política, llegando a ser primero el Ayudante del Director del Computers and Information Science and Engineering (CISE) de la junta directiva del National Science Foundation (NSF) y dirigiendo el grupo de la agencia que especificaba el National Research and Education Network (NREN) también conocido como Internet. También instauró el Premio Gordon Bell de la ACM en 1987 para fomentar el avance en programación paralela. El primer premio Gordon Bell lo gararon los investigadores de la División de Procesamiento Paralelo del Laboratorio Nacional de Sandia (Texas) por el trabajo en el hipercubo de la nCube.
Fue un fundador de Ardent Computer en 1986, llegando a ser vicepresidente de I+D en 1988, y mermaneció hasta que se fusionó con Stellar en 1989.
Entre 1991 y 1995 Bell aconsejó a Microsoft en su esfuerzo por empezar un grupo de investigación en el que participó a tiempo completo y donde seguía trabajando (al menos en 2006) estudiando la telepresencia e ideas relacionadas. Él es el sujeto experimental para el proyecto MyLifeBits, un intento de realizar la visión de Vannevar Bush de un almacén automatizado de los documentos, las imágenes y los sonidos que un individuo ha experimentado en su vida que pueda ser accedido con rapidez y facilidad. Para esto, Bell ha digitalizado todos los documentos que ha leído o producido, los CD, correos electrónicos y demás. Actualmente continúa haciendo esto, acumulando estadísticas de los buscadores, teléfonos y cnversaciones instantáneas y las preferencias más o menos automáticamente.
Bell es un integrante de la Academia Americana de las Artes y las Ciencias, la Asociación Americana para el Avance de la Ciencia, el IEEE y 
miembro de la Academia Nacional de Ingeniería. 
Los premios que ha obtenido en su carrera son: la medalla Von Neumann del IEEE, socio del Museo de Historia de la Computadoras, D. Ing honorario del WPI, el Premio al Inventor AEA, el Premio de Eminencia del IEEE Eta Kappa Nu y la Medalla Nacional de Tecnología de 1991 por el presidente Geourge Bush.
Fue cofundador del Museo de la Ciencia (Boston) en 1979 y un miembrofundador de su sucesor el Museo de Historia de la Computación en Mountain View (California) en 1999.

## Libros
- (con Allen Newell) Computer Structures: Readings and Examples (1971)
- (con C. Mudge y J. McNamara) Computer Engineering (1978)
- (con Dan Siewiorek y Allen Newell) Computer Structures: Readings and Examples (1982)
- (con J. McNamara) High Tech Ventures: The Guide for Entrepreneurial Success (1991)

## Citas
Del artículo de Computer World "VAX Man" entrevista, Oct. 1992.
- "Microsoft NT...va a ser de muy largo alcance. Va a agarrar la alfombra por debajo de Unix."
- "En 10 años, verás el 99% del hardware y del software a través de minoristas."
- "Dentro de 25 años...Los ordenadores serán iguales que los teléfonos. Probablemente se estarán comunicando todo el tiempo... Espero que en el año 2000 haya una gran infraestructura de redes, dándonos un ancho de banda arbitrario basado en paga lo que consumas."
- "Alguien dijo una vez, 'No hay nada malo sobre el futuro, pero no tiende a ser negativo sobre cuanto tiempo lleva.'"

Algunas de sus frases clásicas de cuando trabajaba en DEC:
- "El componente más fiable es el que dejas fuera."
- "La banda ancha es como una tubería de alcantarilla: es fácil coger toda la mierda en ella, pero difícil devolverla."

## Formulación de las Leyes de las Clases de Computadora de Bell
Las Leyes de las Clases de Computadora de Bell fueron formuladas por primera vez en 1972 con la emergencia de una nueva clase de microcomputadoras de bajo coste basadas en microprocesadores. Esta clase de computadoras se introducen en el mercado a un precio constante que se incrementa dependiendo de su funcionalidad o su rendimiento. Los avances en la tecnología de semiconductores, almacenamiento, interfaces y redes permiten que un nuevo tipo de computadoras (platadorma) aparezca cada década para solventar nuevas necesidades. Cada nueva clase normalmente de bajo coste se mantiene como una industria quasi independiente (mercado). Las clases son: mainframes (1960s), minicomputadoras (1970s), estaciones en red y ordenadores personales (1980s), estructura buscador-web-servidor (1990s), servicios web (2000s), PDA (1995), convergencia de móviles y ordenadores (2003) y Redes Inalámbricas (2004). A principios de los 1990s, una clase simple de ordenadores escalables llamados clusters construidos de decenas de miles labrillos de microcomputadoras empezaron a reemplazar a las mainframes, los minis y las estaciones de trabajo. Bell predijo que las redes caseras y corporales se formarán en el 2010.